# Terrier

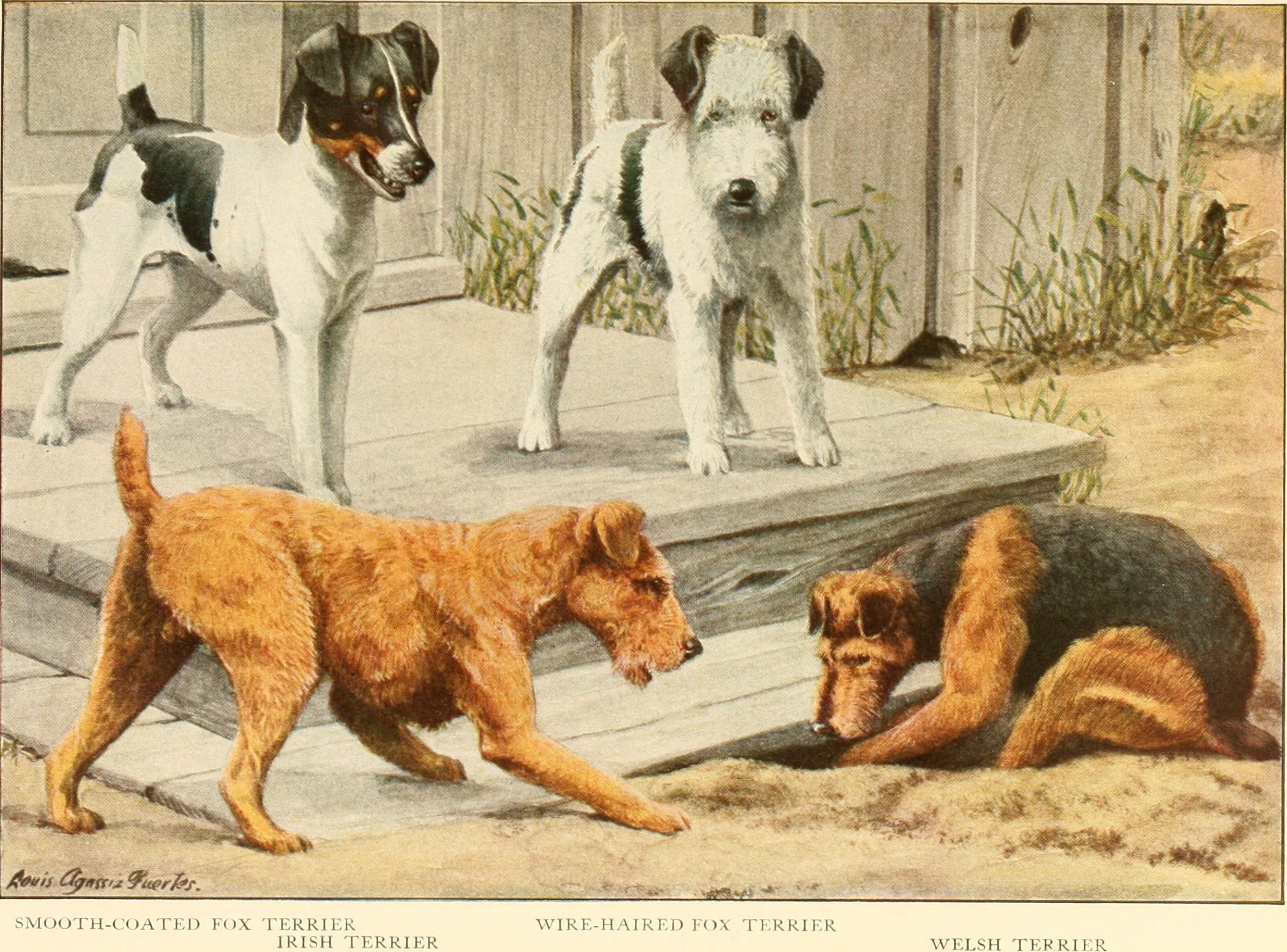
Gravura de 1919. Cães de raças do tipo terrier. Livro dos cães, um estudo sobre raças.

Terrier é uma categoria de raças de cães produzidas inicialmente para caça de pequenos animais. Geralmente de porte pequeno e médio, estes cães são extremamente corajosos e persistentes, e têm uma personalidade vívida e energética. São cães dominantes, territoriais com outros cães, belicosos, e por vezes considerados teimosos. São conhecidos por seu forte Gameness e drive de caça. Comumente apresentam agressividade contra outros animais, principalmente contra outros cães, devendo então serem socializados desde filhotes.
As raças do tipo terrier foram desenvolvidas nas ilhas britânicas. Foram usados para busca e enfrentamento de caça de pequeno porte como raposas, fuinhas e ratos em tocas sob a terra. De fato, a palavra terrier vem do Francês Médio terrier e antes dele do latim terra, e significa literalmente “terra”.
Na maioria dos kennel clubes existe o  grupo Terrier, como na Federação Cinológica Internacional (FCI) da Bélgica, da qual a Confederação Brasileira de Cinofilia (CBKC - Brasil), e o Clube Português de Canicultura (CBC - Portugal) fazem parte; no American Kennel Club (AKC - EUA), e no The Kennel Club (KC - Inglaterra).

## Algumas raças do tipo terrier

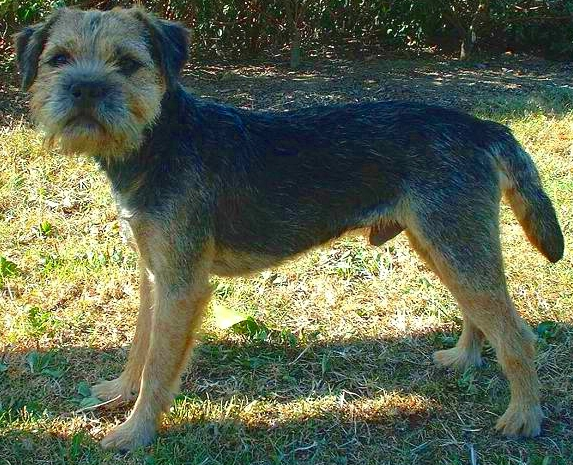
Border terrier

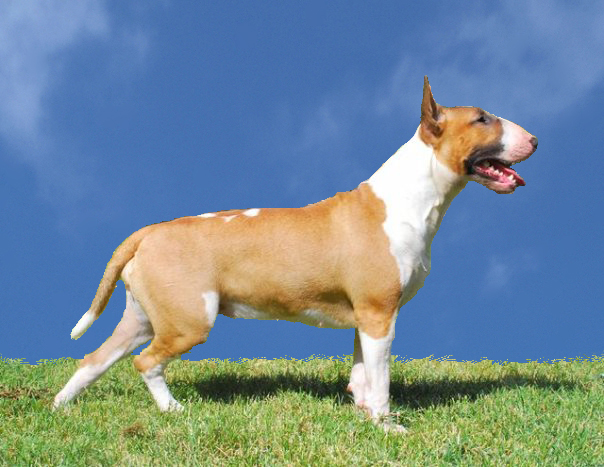
Bull terrier inglês, uma raça terrier porém com influência de buldogues. Categoria terrier de tipo bull

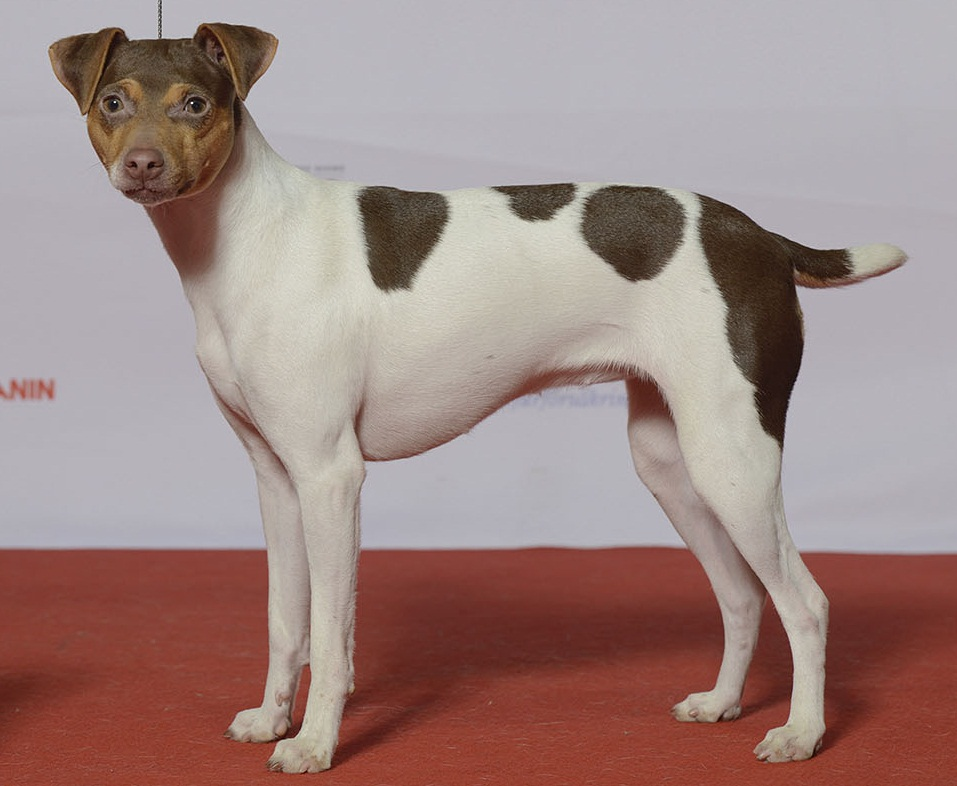
Terrier brasileiro

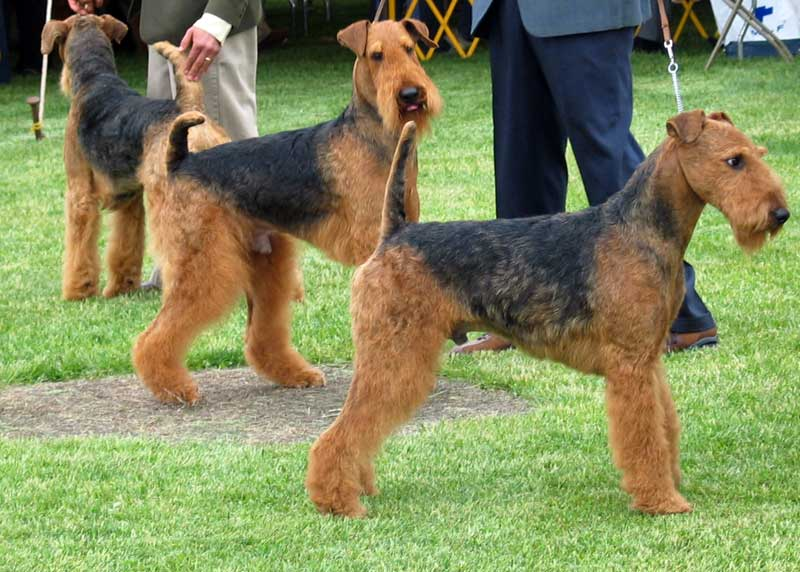
Airedale terrier

- Airedale Terrier
- Australian Terrier
- American pit bull terrier
- Bedlington Terrier
- Border Terrier
- Boston Terrier
- Bull terrier inglês
- Bull Terrier Miniatura
- Cairn Terrier
- Cesky Terrier
- Daschund Terrier
- Dandie Dinmont Terrier
- Jagdterrier
- Fox Terrier
- Jack Russell Terrier
- Irish Terrier
- Kerry Blue Terrier
- Manchester Terrier
- Norfolk Terrier
- Norwich Terrier
- Parson Russell Terrier
- Staffordshire Bull Terrier
- Scottish Terrier
- Silky Terrier
- Terrier Brasileiro
- West Highland White Terrier
- Yorkshire Terrier

### Extintas
- Blue Paul Terrier
- Old English Terrier  (antecessor de todos os terriers)
- Bull and Terrier (antecessor de todos os terrier de tipo bull)